# Andreas Kjøl Berg
Andreas Kjøl Berg er trommeslager i det norske band 22. Han har også spillet i bandet Råte.

## Diskografi
- 2008 — E.S.P.
- 2010 — Trondheim Calling – medvirkende, spor.8 – Loopwhole
- 2010 — Flux